# Лён и конопля
«Лён и конопля» — ежемесячный журнал Министерства сельского хозяйства СССР, издававшийся в Москве в 1924-1992 годах.
Освещал вопросы экономики, селекции и семеноводства, технологии и механизации возделывания, а также первичной обработки льна, конопли и кенафа.
Выходил под названиями:
- 1924 год: «Известия Всероссийского центрального кооперативного союза льноводов и коноплеводов» (№№ 1—6);
- 1924 года: «Лён-пенька» (№№ 7—12);
- 1928—1930 годы: «Лён-конопля»;
- 1931—1955 года: «Лён и конопля. Информационный бюллетень»;
- 1956—1992 года: «Лён и конопля»;
- 1992—1996 годы: «Льняное дело» (учреждён Межотраслевой хозяйственной ассоциацией по производству, переработке, экспорту льняной продукции "Российский лен", ГКО "Росльнопеньковолокно" и АО Концерн "Ростекстиль").

Средний месячный тираж журнала в 1972 г. составлял 11 800 экз.
В 2002 году по инициативе Всероссийского научно-исследовательского института по переработке лубяных культур (г.Кострома) и ГКО «Росльнопеньковолокно», издание журнала предполагалось возобновить, но этого не случилось.